# It's Hard Out Here for a Pimp
It's Hard Out Here for a Pimp is een nummer uit 2005, afkomstig uit de film Hustle & Flow, gemaakt door Cedric Coleman en de leden van rapgroep Three 6 Mafia, Paul Beaureagard en Jordan Houston. In de film wordt het nummer uitgevoerd door Terrence Howard en Taraji P. Henson. Tijdens een heruitgave van het album Most Known Unknown van Three 6 Mafia voegden de leden hun eigen versie van het nummer toe, met daarop vocalen van zangeres Paula Campbell.
Tijdens de 78ste Oscaruitreiking in 2006 traden de makers op met het nummer, voordat ze de prijs voor Beste Originele Nummer in ontvangst mochten nemen. Acteur Terence Howard wilde het nummer niet uitvoeren op het podium, waardoor Three 6 Mafia de gelegenheid kreeg. In dit live optreden werd het woord "bitches" vervangen door "witches".
De groep Three 6 Mafia schreef geschiedenis door de eerste Afro-Amerikaanse hiphopgroep te worden die een Academy Award won. Sowieso was de groep al de eerste hiphop-act die optrad tijdens de ceremonie. Eerder won het nummer Lose Yourself van Eminem al een prijs, maar hij trad niet op tijdens de ceremonie.
It's Hard Out Here for a Pimp werd het derde nummer in vijf jaar wat een Oscar won, maar niet eens werd genomineerd voor een Golden Globe. De andere twee waren If I Didn't Have You (Monsters, Inc., 2001) en Al otro lado del río (The Motorcycle Diaries, 2004). 